# Alfred Duquesnay
Pour les articles homonymes, voir Duquesnay.
Alfred Duquesnay (Rouen, 27 septembre 1814 - Cambrai, 15 septembre 1884) est un archevêque français.

## Biographie

### Formation
Alfred Duquesnay naît le 27 septembre 1814 à Rouen, où ses parents tiennent un commerce, de chaudronnerie. Il est le septième enfant de Jacques Aimable Laurent Duquesnay, et le quatrième enfant de Marie Rose Françoise Siroux, son épouse en secondes noces. Son père meurt alors qu'il est très jeune ; il est donc élevé par sa mère et sa famille, les Siroux, originaires de Picardie, qui jouissent d'une relative aisance matérielle,. Toute sa vie, il continuera à faire preuve d'une piété filiale remarquable envers sa mère. Dans sa famille, le souvenir de la Révolution française et de ses déprédations est resté vif, plusieurs de ses ascendants ayant eu à souffrir de l'exil ou de la prison, ce qui influence ses convictions politiques.
La mort de son père ayant entraîné son retour à Amiens, il étudie chez les Jésuites, au renommé collège de Saint-Acheul, puis au lycée de la ville, suivant en cela un parcours commun dans les enfants de la bourgeoisie locale. À partir de 1830, il commence ses études de prêtrise au séminaire d'Issy, puis au séminaire Saint-Sulpice, où il est le condisciple du futur cardinal Louis-Édouard Pie. Il partage avec lui des opinions légitimistes très marquées ; fidèle à la branché aînée des Bourbons, il désapprouve les dérives anticléricales dont fait preuve la monarchie de Juillet à ses débuts.

### Orateur sacré
Au séminaire, il se passionne pour l'éloquence sacrée, pour laquelle il a un talent certain. Aussi, une fois ordonné prêtre, à Paris, le 25 mai 1839, il entre dans la société des Missionnaires de France,  fondée en 1814 par le père Jean-Baptiste Rauzan,. Après l'avoir quittée, il devient premier aumônier du lycée Henri-IV en 1845, où il fait la connaissance de l'abbé Darboy, lui aussi aumônier. En 1851, il est promu aumônier de l'École normale supérieure ; il succède au père Gratry, reconnu comme un des prêtres les plus éloquents de son temps,. 
En 1853, l'abbé Maret — un des tenants du catholicisme libéral — devient doyen de la faculté de théologie catholique de la Sorbonne. Immédiatement, sous son impulsion, la moitié de l'équipe professorale est renouvelée : y entrent des personnalités telles que l'abbé Bautain et l'abbé Lavigerie, futur artisan du Ralliement. À l'occasion de ce remaniement du corps enseignant, Alfred Duquesnay reçoit la chaire d'éloquence sacrée. Il devient également le premier doyen du chapitre de Sainte Geneviève, ; en effet, le chapitre est lié de la faculté de théologie. L'obtention de cette fonction dans le chapitre semble démontrer qu'il bénéficie des faveurs de Marie Dominique Auguste Sibour, l'archevêque de Paris. Un établissement de formation à la prédication dépend du chapitre de Sainte-Geneviève ; son concours d'entrée est supervisé par un jury dans lequel l'abbé Duquesnay se voit offrir un siège, en qualité de doyen du chapitre. Présidé par l'abbé Léon Sibour, vicaire général de Paris, ce jury compte onze membres et rassemble les plus illustres orateurs sacrés du temps : Bautain, Lecourtier, Ravignan, Lacordaire, Hamon, Deguerry et Duquesnay lui-même.  

### Curé de Saint-Laurent
Albert Duquesnay quitte néanmoins rapidement ses fonctions de professeur à l'université en 1854, car il est nommé curé de la paroisse Saint-Laurent de Paris, fréquentée par une population essentiellement ouvrière. Son activité de prédication devant des auditoires populaires le fait rapidement connaître, tout comme son action volontariste de développement des œuvres de charité. Ces qualités contribuent à sa renommée dans les milieux parisiens aisés du Second Empire, où hommes et dames d'œuvres s'emploient à améliorer la condition ouvrière.
Ainsi, l'abbé Duquesnay fonde une œuvre, l'Archiconfrérie de Notre-Dame des Malades, installée au 119, rue du Faubourg-Saint-Martin, qui compte jusqu'à 6 000 membres, dont un grand nombre de visiteurs à domicile, et qui décide la fondation d'un dispensaire gratuit pour les pauvres. L'abbé, qui aurait été guéri d'une maladie par l'homéopathie, en offre la direction à quatre homéopathes. C'est en janvier 1858 que le dispensaire commence à accueillir les malades. Dès le premier mois, il reçoit un millier de patients et le chiffre augmente régulièrement au cours de cette première année. L'Archiconfrérie de Notre-Dame des Malades finançait entièrement le dispensaire et payait même les frais de pharmacie, mais ces consultations étaient réservées aux indigents.
La guerre de 1870 interrompit cette œuvre de bienfaisance. Pendant la Commune, les insurgés, n'ayant pu s'emparer de l'abbé Duquesnay, dévastèrent son presbytère.

### Évêque de Limoges
Nommé au siège épiscopal de Limoges le 16 octobre 1871, sacré évêque à Saint-Sulpice à Paris par Victor-Félix Bernadou, archevêque de Sens, il fit son entrée solennelle à Limoges le 10 février 1872.
Ses armoiries épiscopales sont « [d]e gueules à l'ange d'argent, auréolé d'or, posé sur une terrasse de sinople, tenant de la dextre un glaive d'or, et de la sénestre un livre ouvert du même, marqué des lettres Alpha et Oméga de sable, l'ange surmonté d'une étoile à six rais, rayonnante d'or ». Il adopte la devise « Gladium Spiritus Verbum Dei » (« La parole de Dieu est l'épée de l'Esprit »), référence à la Vulgate (Ep 6,17). Ce choix peut s'expliquer par l'importance accordée par le nouvel évêque à l'éloquence sacrée.

### Archevêque de Cambrai
Archevêque de Cambrai le 13 mai 1881, il y meurt le 15 septembre 1884 et est inhumé dans la cathédrale (dans la crypte de la chapelle du Sacré-Cœur).

## Distinction
- Chevalier de la Légion d'honneur (13 aout 1867)[11]

## Sources